# Красное Заведение
Красное Заведение (до 2023 года — Красное Зведение) — деревня в Никольском районе Вологодской области.
Входит в состав Краснополянского сельского поселения (с 1 января 2006 года по 1 апреля 2013 года входила в Полежаевское сельское поселение), с точки зрения административно-территориального деления — в Полежаевский сельсовет.
Расстояние до районного центра Никольска по автодороге — 27 км. Ближайшие населённые пункты — Елховецкий, Молодёжный, Карныш.
По переписи 2002 года население — 25 человек (13 мужчин, 12 женщин). Всё население — русские.
29 ноября 2023 года переименовано в Красное Заведение.